# Sacha Baron Cohen
Sacha Noam Baron Cohen (sinh ngày 13/10/1971) là nam diễn viên, nhà làm phim người Anh Quốc. Anh được biết đến qua nhiều vai diễn các nhân vật hư cấu như: Ali G, Borat Sagdiyev, Brüno, Admiral General Aladeen, Erran Morad.

## Thời thơ ấu
Baron Cohen sinh ra ở phía tây Luân Đôn. Mẹ anh, Daniella Naomi (nhũ danh: Weiser), là người Israel. Cha anh, Gerald Baron Cohen (1932–2016), là chủ một cửa hàng quần áo. Baron Cohen được nuôi dạy theo đạo Do Thái. Bên cạnh tiếng Anh, Baron có thể nói tiếng Hebrew.

## Đời tư
Baron Cohen lần đầu gặp diễn viên Isla Fisher năm 2002 tại một buổi tiệc ở Sydney, Úc. Đến năm 2004, cả hai đính hôn. Ngày 15/3/2010 họ kết hôn ở Paris, Pháp trong một đám cưới kiểu Do Thái. Cặp đôi đã sinh được ba con.